# Manetti Bros.
Marco (nascut el 15 de gener de 1968) i Antonio Manetti (nascut el 16 de setembre de 1970), coneguts col·lectivament com a Manetti Bros., són cineastes italians, famosos per les seves comèdies musicals.

## Biografia
Després d'haver dirigit més d'un centenar de videoclips, per a cantants com Piotta, Alex Britti, Mietta, Mariella Nava i Max Pezzali i després de la seva primera experiència desafortunada darrere de la càmera amb Zora la vampira, els Manetti Bros. dirigeixen un thriller de petit pressupost, ambientat principalment en un ascensor: Piano 17. La major part del repartiment d'aquella pel·lícula va tornar a treballar amb els germans a la sèrie de televisió L'ispettore Coliandro, basada en les històries de Carlo Lucarelli: la sèrie és un èxit i s'ha renovat per set temporades.
A la dècada de 2010 els germans van dirigir les seves dues pel·lícules més celebrades, ambdues ambientades a Nàpols: Song'e Napule, un homenatge còmic al poliziotteschi dels anys 70, projectada al Festa dle Cinema di Roma de 2013, i Ammore e malavita, una comèdia musical presentada a la 74a Mostra Internacional de Cinema de Venècia. Ambdues pel·lícules van rebre elogis de la crítica i la segona va guanyar el Premi David di Donatello a la millor pel·lícula.
El 2020, van escriure i dirigir l'adaptació cinematogràfica de la sèrie de còmics Diabolik, protagonitzada per Luca Marinelli com a personatge principal, i coprotagonitzada per Miriam Leone i Valerio Mastandrea com Eva Kant i Inspector Ginko respectivament. La pel·lícula estava programada per ser estrenada el 31 de desembre de 2020, i després ajornat al 16 de desembre de 2021 a causa de la pandèmia de la COVID-19 a Itàlia.

## Filmografia

### Cinema
Com a directors
- De Generazione (1994) – episodi Consegna a domicilio
- Zora la vampira (2000)
- Piano 17 (2005)
- Cavie (2009)
- L'arrivo di Wang (2011)
- Paura (2012)
- Song'e Napule (2013)
- Ammore e malavita (2017)
- Diabolik (2021)
- Diabolik - Ginko all'attacco! (2022)
- Diabolik, qui ets? (2023)
- U.S. Palmese (2025)

#### Televisió
- Torino Boys – telefilm (1997)
- L'ispettore Coliandro – sèrie de televisió (2006-2021)
- Crimini – sèrie de televisió, episodis 1x03-1x05-1x06 (2006)
- Rex 7-8 (2014-2015)

Com a guionista
- Il segreto del giaguaro, d'Antonello Fassari (2000)
- Il mostro della cripta, de Daniele Misischia (2021)

Com a productor

### Produttori
- Il bosco fuori, de Gabriele Albanesi (2006)
- Ubaldo Terzani Horror Show, de Gabriele Albanesi (2010)
- Circuito chiuso, de Giorgio Amato (2012)
- The End? L'inferno fuori, de Daniele Misischia (2017)
- Tutte le mie notti, de Manfredi Lucibello (2018)
- Il mostro della cripta, de Daniele Misischia (2021)
- Io e Spotty, de Cosimo Gomez (2022)